# Вакх Гуриев
Вакх Василиевич Гуриев (на руски: Вакх Васильевич Гурьев) е руски духовник, протойерей. Участник в Руско-турската война (1877-1878).

## Биография
Вакх Гуриев е роден на 6 октомври 1830 г. в Нова Меловатка, Воронежка губерния, в семейството на православния свещеник Василий Гуриев. Ориентира се към духовното поприще и завършва Воронежката духовна семинария (1851). Работи като учител в Бирюченското и Воронежкото духовно училище (1852-1853). Ръкоположен е за свещеник в Благовещенския храм на Богучарския уезд през 1853 г. Служи в Богославската църква на Богучарския уезд и Знаменската църква на Томск (1854-1865). Учител по закон божий в Томската мъжка гимназия и Мариинската девическа гимназия (1866-1871).
Постъпва в Руската армия и е назначен за полкови свещеник на 10-и Малоросийски гренадирски полк през 1871 г. Участва в Руско-турската война (1877-1878). Служи като завеждащ религиозните дела на 3-та Гренадирска дивизия и едновременно е полкови свещеник на 9-и Сибирски гренадирски полк. Работи и в подвижния походен лазарет на 3-та Гренадирска дивизия. Награден е с орден „Свети Владимир“ IV степен (1878).
Неговите писма до дома озаглавени „Писма на свещеника за похода от 1877-1878 г.“ са подробен, емоционален и правдив разказ за Руско-турската война от 1877-1878 г. Отличават се с наблюдателност и анализ на живота на българския народ и описание на неговите селища и обичаи. Дава ценни сведения за българските градове в зоната на бойните действия и за живота на техните граждани.
След войната е ръкоположен за протойерей и служи в Томск като полкови свещеник в лейбгвардейския Гродненски хусарски полк (1879-1881). Работи като настоятел на храма на Калиш и учител по закон божий в Калишката мъжка гимназия (1881-1890). Автор е на три труда на религиозна тематика.
Умира от разрив на сърцето на 24 юли 1890 г. в Калиш, дн. Полша.

## Семейство
- баща – Василий Алексеевич Гуриев
- майка – София Граникова
- съпруга – Александра Замятнина
- брат – Алексей Василиевич Гуриев
- брат – Василий Василиевич Гуриев
- брат – Пьотър Василиевич Гуриев [1]